# São Gotardo
São Gotardo is een gemeente in de Braziliaanse deelstaat Minas Gerais. De gemeente telt 32.580 inwoners (schatting 2009).

## Aangrenzende gemeenten
De gemeente grenst aan Campos Altos, Estrela do Indaiá, Matutina, Quartel Geral, Rio Paranaíba, Santa Rosa da Serra, Serra da Saudade en Tiros.

## Geboren
- Danilo Gabriel de Andrade, "Danilo" (1979), voetballer